# Cibulka (potok)
Potok Cibulka je pravostranným přítokem Motolského potoka, do kterého se vlévá poblíž křižovatky ulic Nad Hliníkem a Plzeňské na Praze 5. Celková délka toku je cca 1,5 km, rozloha povodí cca 1,5 km². Pramení u přírodní památky Vidoule a protéká zalesněným parkem Cibulka. Protéká jezírkem Pod Dianou a bezejmenným rybníčkem níže na svém toku poblíž sochy sv. Jana Nepomuckého. Na posledních cca 70 metrech (od sochy sv. Jana Nepomuckého) je potok zatrubněn. 
Potok a jeho okolí prošlo roku 2009 revitalizací. Do té doby protékal potok Cibulka podzemním zatrubněním prostorem suché retenční nádrže Homolka (dnes retenční nádrž Kotlářka), kde se vléval do Motolského potoka. 